# Secharja Gloska

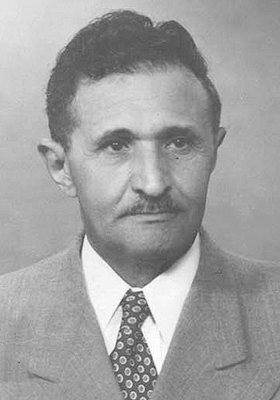
Secharja Gloska

Secharja Gloska (hebräisch זכריה גלוסקא; * 1894 im Jemen; † 19. September 1960) war ein israelischer Politiker. Gloska war ein jemenitischer Jude, der für die Partei Hitachdut HaTeimanim beJisra’el von 1949 bis 1951 Mitglied der Knesset war.

## Leben
Im Jahr 1909 wanderte er ins Mutesarriflik Jerusalem aus. Seine Familie ließ sich in Newe Zedeq, einem jüdischen Nachbarschafts-Siedlungsprojekt im heutigen Südwesten Tel Avivs, nieder, wo er einen Cheder besuchte. Anschließend war er Fabrikarbeiter und arbeitete in der Landwirtschaft.
1911 trat er der zionistischen Partei HaPoʿel haZaʿir bei und war eines der ersten Mitglieder der Arbeiterorganisation Histadrut. Im Jahr 1922 war er Mitbegründer einer Organisation für Juden aus orientalischen Ländern (Young Mizrachi), deren Vorsitzender er 1925 wurde. Von 1922 bis 1928 war Gloska Mitglied der jüdischen Repräsentantenversammlung (Assembly of Representatives – hebräisch אספת הנבחרים) unter britischer Mandatsregierung.
In den folgenden Jahren war er in Ägypten und den USA für eine Vereinigung der Jemeniten in Israel (Yemenite Association – hebräisch התאחדות התימנים בישראל) tätig, als deren Vorsitzender er bei den ersten Wahlen zur Knesset 1949 den einen Sitz, den seine Organisation erringen konnte, einnahm. Bei der israelischen Parlamentswahl 1951 wurde Schimon Garidi an die Spitze der Wahlliste gestellt und Gloska verlor seinen Sitz.

## Weblink
- Secharja Gloska auf der Webseite der Knesset (englisch)